# 24 (seizoen 7)
Het zevende seizoen van de Amerikaanse televisieserie 24 werd vanaf 11 januari 2009 op de Amerikaanse zender FOX uitgezonden. In België wordt het zevende seizoen vanaf 10 september uitgezonden door 2BE, de Nederlandse televisiepremière vond plaats op 31 januari 2010 op RTL 7.

## Geschiedenis
De eerste aflevering zou aanvankelijk voor het eerst worden uitgezonden op 13 januari 2008 in de Verenigde Staten. Op 8 november 2007 werd bekendgemaakt dat uitzendingen voor onbepaalde tijd waren uitgesteld vanwege de schrijversstaking in Hollywood. Er waren enkele afleveringen opgenomen, maar om te voorkomen dat er een gat valt van meerdere weken tussen de uitzendingen is besloten de première uit te stellen. Op 14 februari 2008 maakte tv-zender Fox bekend dat het zevende seizoen in januari 2009 in première zal gaan, een jaar later dan gepland. Daarentegen werd op 23 november 2008 een twee uur durende televisiefilm genaamd 24: Redemption uitgezonden waarin Jack Bauer actief is in Afrika.
In 2004 werd de opzet van de serie drastisch veranderd. In het vierde seizoen werden veel personages uit de serie geschreven en kwamen er nieuwelingen voor in de plaats. Iets dergelijks was men ook van plan voor het zevende seizoen, het op een na laatste seizoen van 24 wanneer Sutherlands contract niet wordt verlengd.
De eerste trailer werd vrijgegeven op 25 oktober 2007, en ging in première op een groot scherm op Times Square in New York.

## Belangrijke plots voor in toekomstige seizoenen
- De dood van Bill Buchanan.
- De vriendschap tussen Jack Bauer en Allison Taylor.
- De vriendschap tussen Jack Bauer en Renee Walker
- De opheffing van de Counter Terrorist Unit.
- De arrestatie van Tony Almeida die in leven blijkt te zijn.

## Verhaal
Vier jaar na de terreur van Abu Fayed, heeft de overheid besloten om CTU te sluiten. Jack Bauer staat terecht voor de Senaat, onder leiding van senator Mayer, vanwege het illegale gebruik van martelen om terroristische aanslagen te voorkomen. Tijdens de hoorzitting vraagt FBI-agente Renee Walker om uitstel en wordt Jack meegenomen, omdat de FBI zijn hulp nodig heeft. Niemand minder dan Tony Almeida lijkt betrokken te zijn bij een terroristische groepering. Beveiligingsexpert Michael Latham is ontvoerd om een zogeheten "CIP"-apparaat te repareren en de terroristen dreigen de digitale infrastructuur over te nemen om zo diverse grote ongelukken te veroorzaken.
Ondertussen praat de recent aangetreden president Taylor met minister-president Matobo over de situatie in Sangala en het eventuele ingrijpen daar door het Amerikaanse leger. Al snel blijkt dat Kolonel Dubaku achter de dreiging met het CIP-apparaat zit en zo de Amerikaanse president onder druk wil zetten om ingrijpen in Sangala te voorkomen. Jack en Renee komen er daarnaast achter dat Tony undercover is en samen met Bill Buchanan en Chloe O'Brien samenwerkt om een vergaande samenzwering binnen het Witte Huis te ontmaskeren.
Met het CIP-apparaat laat Dubaku twee vliegtuigen nabij het Witte Huis met elkaar botsen, terwijl de president toekijkt. Ze blijft echter bij haar standpunt om Matobo te helpen met de situatie in Sangala, waarna Dubaku een volgende aanslag begint: het saboteren van een chemische centrale. Jack weet dit te voorkomen, het CIP-apparaat wordt vernietigd, maar Dubaku ontsnapt. Jack en Tony besluiten om samen met de president te werken, aangezien hun cover verloren is gegaan bij het voorkomen van de aanslag en het bevrijden van minister-president Matobo en zijn vrouw. Een medestander van Dubaku lukt het om de First Gentleman, Henry, te ontvoeren en Dubaku dreigt hem te vermoorden. Jack en Renee zijn echter op tijd om Henry te redden, al wordt hij nog wel geraakt in zijn buik en moet zwaargewond naar het ziekenhuis. Tijdens een achtervolging slaat de auto van Dubaku over de kop, waarbij de vriendin van Dubaku komt te overlijden. Dubaku overleeft het maar net en geeft Jack een chip met daarop een lijst met namen van mensen die onderdeel uitmaken van de grote samenzwering. Dubaku wordt naar het ziekenhuis gebracht, maar wordt ondanks zware beveiliging toch vermoord door John Quinn, een medewerker van een particulier militair bedrijf genaamd Starkwood.
Het blijkt dat Generaal Juma de touwtjes in handen heeft en Dubaku als pion heeft ingezet. Juma heeft echter nog een grote troef om uit te spelen, namelijk een aanslag op het Witte Huis. Via een afvoerleiding onderwater lukt het Juma en zijn militante soldaten om het Witte Huis binnen te dringen. Jack, die samen met Bill bij de president is, wordt echter op tijd geïnformeerd over de aanslag door Renee en Jack neemt de president mee naar de safe room, terwijl Bill voor afleiding zorgt. Juma vindt echter de dochter van de president, Olivia, en gebruikt haar om de president uit haar safe room te krijgen. De president wordt vervolgens gedwongen om bepaalde teksten voor te lezen op televisie. Jack heeft echter in de safe room een gaskraan losgedraaid en Bill besluit om zichzelf op te offeren: hij rent naar de safe room, schiet enkele soldaten neer en veroorzaakt door het pistoolvuur een explosie. Door deze afleiding kunnen Jack en beveiliger Aaron Pierce diverse militanten en generaal Juma uitschakelen, terwijl ook de FBI besluit een inval te doen. De president is ongeschonden, maar Bill is omgekomen tijdens de explosie.
Jack en Tony komen erachter dat generaal Juma hulp heeft gehad van Starkwood om het Witte Huis aan te vallen. Starkwood hielp Juma in ruil voor de mogelijkheid om een nieuw biologisch wapen zonder restricties te mogen ontwikkelen en testen in Sangala. Jack komt Quinn, de moordenaar van Dubaku, op het spoor achtervolgt hem. Quinn is door Starkwood eveneens op pad gestuurd om senator Mayer te vermoorden, aangezien de senator ook bezig is met een onderzoek naar de activiteiten van Starkwood. Quinn doodt senator Mayer en Jack is direct verdachte van deze moord gezien het proces dat nog altijd tegen hem loopt. Jack weet uiteindelijk Quinn te vermoorden en ontdekt dat Starkwood enkele biologische wapens het land binnen heeft gesmokkeld. Jack probeert ze te onderscheppen, maar deze actie mislukt en daarbij raakt Jack besmet doordat een van de gasflessen lek is.
De FBI probeert Starkwood onder druk te zetten en besluit een inval te doen om het bedrijf te ontmantelen wegens het bezit van illegale wapens. De leider van Starkwood, Jonas Hodges, lukt het echter om de wapens goed verborgen te houden en hij dwingt de FBI om zijn terrein te verlaten. Tony weet stiekem achter te blijven bij Starkwood en ontdekt waar de wapens zijn. Dit geeft de president voldoende informatie om een luchtaanval in gang te zetten. Hodges merkt de aanval op en dreigt het biologische wapen los te laten, waardoor de president besluit de aanval stop te zetten. Hodges komt naar het Witte Huis en eist dat Starkwoord een grotere rol krijgt bij de militaire acties van de Verenigde Staten. Ondertussen is het Tony echter gelukt enkele explosieven te plaatsen en de raketten met het biologische wapen uit te schakelen. Hierdoor is de dreiging van Hodges verdwenen en wordt hij direct gearresteerd in het Witte Huis.
De dreiging lijkt verdwenen, maar een medewerker van Starkwood genaamd Galvez weet met een buisje van het biologische wapen te ontsnappen. Jack komt erachter dat Tony samenwerkt met Galvez en dat het Tony was die FBI-baas Larry Moss heeft doodgeschoten, zodat Galvez kon ontsnappen. Jack wil Tony hiermee confronteren, maar hij krijgt een aanval door zijn besmetting en Tony ontsnapt. Jonas Hodges vertelt dat er nog een zeer geheim genootschap is, een soort schaduw-samenzwering, van mensen die de macht over het land willen grijpen. Aan het hoofd van dit genootschap staat Alan Wilson, een man die verantwoordelijk blijkt te zijn voor de dood van Michelle, Tony's zwangere vrouw. Dit is ook de reden waarom Tony steeds met een eigen agenda heeft gewerkt, zodat hij wraak kon nemen op de moordenaar van zijn vrouw en ongeboren kind. Voordat Tony wraak kan nemen komt de FBI ter plaatse en wordt Wilson afgevoerd.
Wilson ontkent elke betrokkenheid, tot woede van Renee. Ze was erg close met Larry en houdt Wilson uiteindelijk mede-verantwoordelijk voor Larry's dood. Ze besluit niet te wachten op een normale ondervraging of een eerlijk proces, wat vroeger haar werkwijze was als rechtschapen FBI-agent. In plaats daarvan lijkt ze voor een aanpak te kiezen die Jack ook zou gebruiken. Ze legt haar FBI-penning weg, boeit een collega om haar niet betrokken te laten zijn bij alles wat gaat volgen, en ze stapt de ondervragingskamer in bij Wilson.
Ondertussen is de gezondheid van Jack hard achteruitgegaan. De besmetting zal hem fataal worden en alleen een experimentele stamcel-operatie biedt enige kans op genezing. Hiervoor is wel een direct familielid nodig en Jacks dochter Kim lijkt de aangewezen persoon hiervoor. Jack wenst echter niet dat Kim ook maar enig risico neemt en hij heeft vrede met zijn aanstaande overlijden. Als Jack wegzakt kiest Kim er desondanks toch voor om de stamcel-operatie een kans te geven.

## Achter de schermen

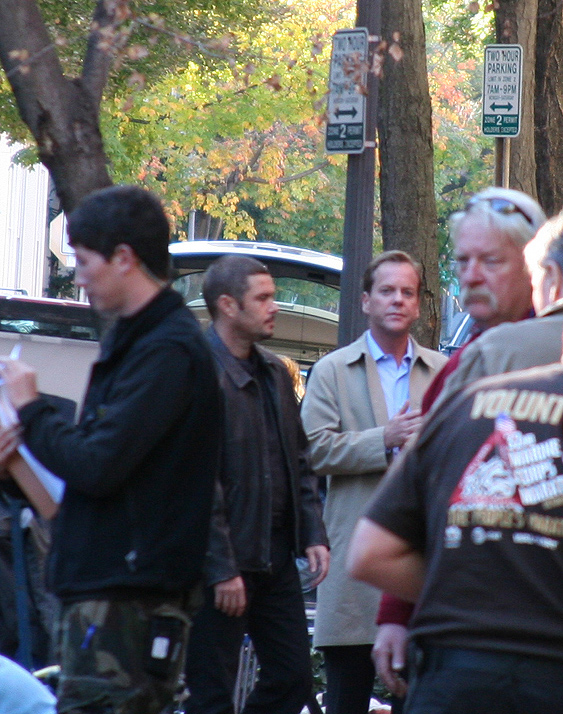
Kiefer Sutherland en Carlos Bernard tijdens de opnames

Bekendgemaakt is dat Brad Turner, die in seizoen 5 en 6 nog maar een relatief kleine taak als producent had, co-uitvoerend producent van het zevende seizoen is. Hij zal minimaal tien afleveringen van de serie regisseren.
Op 9 juli 2007 werd bekendgemaakt door Mary Lynn Rajskub dat de opnamen voor drie weken zullen worden stopgezet en het oorspronkelijke verhaal voor het zevende seizoen volledig herschreven zal worden.
De bosbranden in Californië in oktober 2007 belemmerden de opnamen voor enkele dagen op het Marine Corps Air Station El Toro.
Joel Surnow, een van de twee bedenkers van de serie, verliet op 12 februari 2008 de serie nadat zijn contract was verlopen. Howard Gordon nam zijn taken over.

## Rolverdeling
Naast de bekende acteurs als Kiefer Sutherland, Mary Lynn Rajskub, James Morrison, Carlo Rota en Bob Gunton zijn ook veel nieuwe acteurs te zien in het zevende seizoen. Als eerst keerde Carlos Bernard terug in de serie met zijn personage Tony Almeida.
Cherry Jones (bekend van Signs, The Perfect Storm en Ocean's Twelve) is ook in het seizoen te zien. Zij speelt de eerste vrouwelijke Amerikaanse president in de serie, president Allison Taylor. Janeane Garofalo, bekend van The Cable Guy en Ratatouille zal een overheidsagent spelen. Isaach De Bankolé, die de rol van een terrorist speelde in de James Bondfilm Casino Royale, speelt de rol van een politicus in het fictieve land Sangala. Jon Voight, bekend van films als National Treasure, Pearl Harbor en Coming Home, speelt een van de slechteriken in het seizoen, namelijk Jonas Hodges.
| Acteur            | Personage                                              | Opmerkingen                               |
| ----------------- | ------------------------------------------------------ | ----------------------------------------- |
| Kiefer Sutherland | Jack Bauer                                             | Voormalig CTU-agent/afdelingshoofd        |
| Mary Lynn Rajskub | Chloe O'Brian                                          | Voormalig CTU-Senior Data Analyste        |
| James Morrison    | Bill Buchanan                                          | Voormalig CTU district-directeur          |
| Cherry Jones      | President Allison Taylor                               | President VS                              |
| Janeane Garofalo  | Janis Gold                                             | FBI-Data Analyste                         |
| Carlos Bernard    | Tony Almeida                                           | Voormalig CTU-agent/afdelingshoofd        |
| Colm Feore        | Henry Taylor                                           | First Gentleman                           |
| Sprague Grayden   | Olivia Taylor                                          | Dochter president                         |
| Carly Pope        | Samantha Roth                                          | Vriendin zoon                             |
| Tommy Flanagan    | Gabriel Schecter                                       |                                           |
| Jeffrey Nordling  | FBI-agent Larry Moss                                   | FBI adjunct-directeur                     |
| John Billingsley  | Michael Latham                                         | Slachtoffer                               |
| Annie Wersching   | FBI-agente Renee Walker                                | FBI-agente, later FBI adjunct-directeur   |
| Rhys Coiro        | FBI-agent Sean Hillinger                               | FBI Data Analist                          |
| Bob Gunton        | Chief of Staff Ethan Kanin                             | Stafchef en adviseur (Witte Huis)         |
| Peter Wingfield   | Emerson                                                |                                           |
| Frank John Hughes | Minister van Homeland Security Tim Woods               | Minister                                  |
| Warren Kole       | Geheime dienst-agent Agent Gedge                       | Secret-Service Protection agent           |
| Nick Chinlund     | Voormalige agent Masters                               | Voormalig agent                           |
| Vince Keneally    | Chinese agent Mike Lee                                 | Agent                                     |
| Roy Vongtama      | Chinese piloot Sato                                    | Piloot                                    |
| Isaach De Bankolé | Ule Motobo (voormalig president in een Afrikaans land) | Voormalig minister-president              |
| Carlo Rota        | Morris O'Brian                                         | Voormalig CTU-Data Analyst                |
| Jon Voight        | Jonas Hodges                                           | Terrorist                                 |
| Elisha Cuthbert   | Kim Bauer                                              | Dochter Jack                              |
| Glenn Morshower   | Aaron Pierce                                           | Secret-Service Protection agent in Chargé |

## Afleveringen
Het seizoen bestaat uit 24 afleveringen met elk een speelduur van ongeveer 42 minuten, reclame niet meegerekend.
| #  | Aflevering            | Schrijver | Regie       | Uitzenddatum VS  | Uitzenddatum NL  | Uitzenddatum BE   |  |
| -- | --------------------- | --- | ----------- | ---------------- | ---------------- | ----------------- |  |
| 1  | 8:00 a.m.-9:00 a.m.   | Joel Surnow, Robert Cochran | Jon Cassar  | 11 januari 2009  | 31 januari 2010  | 10 september 2009 |  |
| 1  | 8:00 a.m.-9:00 a.m.   | In Washington D.C. wordt een technicus die de werking van de CIP-firewall kent ontvoerd, nadat terroristen op zijn auto zijn ingereden en hem in de nabijheid van zijn dochter ontvoeren. Tegelijkertijd moet Jack Bauer voor de Senaat verschijnen, alwaar hij wordt verhoord over zijn betrokkenheid bij de niet-wettige acties die CTU in de loop van zijn bestaan heeft uitgevoerd. De FBI verstoort het verhoor en verzoekt Bauer vrij te laten om mee te helpen bij een grote terroristische dreiging: een groep mannen, waaronder Tony Almeida, probeert de infrastructuur van het land te verstoren. Ze proberen door de CIP-firewall te breken, en het eerste wat ze doen is het kapen van de communicatie met een Boeing 767. Ondertussen is president Taylor in discussie met haar staf over de vraag of het Amerikaanse leger Sangala moet binnenvallen om een bloederige oorlog te voorkomen, nadat rebellenleider Dubaku een staatsgreep heeft gepleegd. Haar man twijfelt tegelijkertijd aan het verhaal over de zelfmoord van hun zoon. |             |                  |                  |                   |  |
| 2  | 9:00 a.m.-10:00 a.m.  | Joel Surnow, Robert Cochran | Jon Cassar  | 11 januari 2009  | 31 januari 2010  | 10 september 2009 |  |
| 2  | 9:00 a.m.-10:00 a.m.  | Tony Almeida en zijn crew laten twee vliegtuigen elkaar op een haar na rammen door de luchtverkeersleiding over te nemen. Ze eisen van de president dat ze zich niet zal mengen in het Sangalaconflict. President Taylor overlegt ondertussen met premier Motobo over de situatie in Sangala. Henry Taylor regelt een ontmoeting met de vriendin van zijn zoon over de vermeende zelfmoord. Jack en Renee achtervolgen een scherpschutter die hen zal leiden naar Almeida en zijn mannen. |             |                  |                  |                   |  |
| 3  | 10:00 a.m.-11:00 a.m. | Joel Surnow, Robert Cochran | Brad Turner | 12 januari 2009  | 7 februari 2010  | 17 september 2009 |  |
| 3  | 10:00 a.m.-11:00 a.m. | Tony Almeida wordt ondervraagd door Jack Bauer in het FBI-gebouw. Aldaar blijkt dat Almeida undercover is voor voormalig CTU-medewerkers Chloe O'Briann en Bill Buchanan, die een groot complot aan het onderzoeken zijn. Jack helpt Tony te ontsnappen uit het FBI-gebouw, waarop ze samen opnieuw undercover gaan bij David Emerson om uit te vinden hoe groot het complot is. Dubaku stelt een ultimatum aan de president: de Verenigde Staten zullen zich niet bemoeien met Sangala, anders zal er aanslag gepleegd worden. |             |                  |                  |                   |  |
| 4  | 11:00 a.m.-12:00 a.m. | - | Brad Turner | 12 januari 2009  | 7 februari 2010  | 17 september 2009 |  |
| 4  | 11:00 a.m.-12:00 a.m. | Jack en Tony gaan undercover bij Emerson en krijgen van Dubaku de opdracht premier Motobo te gijzelen. Hij sluit zichzelf echter op in een beveiligde kluis. Henry Taylor komt via de vriendin van zijn zoon verdachte zaken tegen in verband met de dood van zijn zoon. Hij ontdekt een complot hoog in de regering. |             |                  |                  |                   |  |
| 5  | 12:00 a.m.-1:00 p.m.  | - | -           | 19 januari 2009  | 14 februari 2010 | najaar 2009       |  |
| 5  | 12:00 a.m.-1:00 p.m.  | Emerson, Jack, Tony en de rest van de bende proberen Motobo en zijn gezin uit de beveiligde kluis te halen. |             |                  |                  |                   |  |
| 6  | 1:00 p.m.-2:00 p.m.   | - | -           | 26 januari 2009  | 14 februari 2010 | najaar 2009       |  |
| 6  | 1:00 p.m.-2:00 p.m.   | Dubaku dreigt met een nieuwe aanslag met twee vliegtuigen boven Washington. |             |                  |                  |                   |  |
| 7  | 2:00 p.m.-3:00 p.m.   | - | -           | 2 februari 2009  | 21 februari 2010 | najaar 2009       |  |
| 7  | 2:00 p.m.-3:00 p.m.   | Dubaku begint met een aanval tegen een chemische fabriek in Kidron, Ohio, maar niet alles verloopt volgens plan, als Jack met zijn team aankomt op zijn schuilplaats... Janis helpt de bedrijfsleider te voorkomen dat er slachtoffers vallen. Ondertussen maakt Ethan zich steeds meer zorgen over de verblijfplaats van de man van de president.... |             |                  |                  |                   |  |
| 8  | 3:00 p.m.-4:00 p.m.   | - | -           | 9 februari 2009  | 21 februari 2010 | najaar 2009       |  |
| 8  | 3:00 p.m.-4:00 p.m.   | Jack Bauer en zijn team leggen de president uit waar ze mee bezig zijn en vragen om haar steun. Ze moet wel toegeven als blijkt dat haar man is ontvoerd. Dubaku eist het terugtrekken van de troepen en uitlevering van Motobo, president Taylor gaat akkoord maar ondertussen bedenkt ze samen met Bauer en zijn team een plan haar man terug te krijgen. Bauer vindt de first gentleman maar deze wordt op het einde geraakt door een kogel. |             |                  |                  |                   |  |
| 9  | 4:00 p.m.-5:00 p.m.   | - | -           | 16 februari 2009 | 28 februari 2010 | najaar 2009       |  |
| 9  | 4:00 p.m.-5:00 p.m.   | Jack en Renee vinden de vriendin van Dubaku. Ze vertellen wie Dubaku werkelijk is, Dubaku's vriendin denkt dat hij Samuel heet, en vragen om de hulp van haar. Ondanks dat haar zus er zwaar op tegen is, stemt ze met het voorstel in. Jack en Renee hebben een zendertje geplaatst bij de vriendin, en volgen haar richting Dubaku. Alleen halverwege worden Jack en Renee opgepakt door de politie, omdat een corrupt persoon van de FBI een arrestatiebevel heeft geschreven. Doordat ze worden opgepakt verliezen ze de vriendin van Dubaku uit het oog. Dubaku's vriendin weet hier niks van, en blijft doorgaan naar Dubaku. Hij ontdekt dat zij de FBI hielp, maar vergaf haar. Ze stapt bij hem in de auto. Ondertussen hadden Renee en Jack weer vrij spel en reden zo hard als ze konden naar Dubaku. De vriendin van Dubaku wilde voorkomen dat Dubaku het land uit vluchtte en greep naar het stuur. Hierdoor kregen Dubaku en zijn vriendin een auto-ongeluk. Dubaku overleefde dit, maar aangezien hij de mensen die hem zouden helpen het land uit te vluchten had gewaarschuwd dat als hem ook maar iets zou overkomen hij een lijst met alle corrupte mensen in het Amerikaanse politieke stelsel zou overhandigen aan de politie, probeerde hij de plek van de lijst te vertellen aan Jack. Alleen voordat deed raakte hij in coma. Maar toen zagen de dokters die erbij stonden dat er een metalen voorwerp in zijn ribbenkast zat, ze haalden dit eruit en overhandigden het aan Jack. Dit bleek een geheugenkaart te zijn. Jack zorgde ervoor dat dit bij Chloe kwam, die in de fbi haar computer had. Alleen de naam van de corrupte agenten in de fbi, die Sean bleek te zijn en zijn vriendin, stonden er ook op. Dus zij zorgden voor een crash van de computer van Chloe. En aangezien de informatie op de geheugenkaart er maar 1x kon worden afgehaald, kon ze het niet opnieuw eraf halen. Alleen gelukkig had Chloe een kopie naar haar eigen laptop gestuurd, en aangezien die niet was gecrasht had ze de lijst toch. En Sean werd opgepakt. Ondertussen had Jack ex-geheimedienst agent Aaron Pierce (Hij was de enige agent die door Jack volledig werd vertrouwd) gestuurd naar de dochter van president Taylor om haar in te lichten over het feit dat haar vader in het ziekenhuis lag. |             |                  |                  |                   |  |
| 10 | 5:00 p.m.-6:00 p.m.   | - | -           | 23 februari 2009 | 28 februari 2010 | najaar 2009       |  |
| 10 | 5:00 p.m.-6:00 p.m.   | Dubaku raakt zwaargewond en zijn vriendin overlijdt wanneer in een achtervolging met Jack en Renee hun auto verongelukt. Dubaku blijkt een chip met alle mollen in zijn arm te hebben geïnjecteerd. |             |                  |                  |                   |  |
| 11 | 6:00 p.m.-7:00 p.m.   | - | -           | 2 maart 2009     | 7 maart 2010     | najaar 2009       |  |
| 11 | 6:00 p.m.-7:00 p.m.   | Plotbeschrijving |             |                  |                  |                   |  |
| 12 | 7:00 p.m.-8:00 p.m.   | - | -           | 2 maart 2009     | 7 maart 2010     | najaar 2009       |  |
| 12 | 7:00 p.m.-8:00 p.m.   | Plotbeschrijving |             |                  |                  |                   |  |
| 13 | 8:00 p.m.-9:00 p.m.   | - | -           | 9 maart 2009     | 14 maart 2010    | najaar 2009       |  |
| 13 | 8:00 p.m.-9:00 p.m.   | Plotbeschrijving |             |                  |                  |                   |  |
| 14 | 9:00 p.m.-10:00 p.m.  | - | -           | 16 maart 2009    | 14 maart 2010    | najaar 2009       |  |
| 14 | 9:00 p.m.-10:00 p.m.  | Plotbeschrijving |             |                  |                  |                   |  |
| 15 | 10:00 p.m.-11:00 p.m. | - | -           | 23 maart 2009    | 21 maart 2010    | najaar 2009       |  |
| 15 | 10:00 p.m.-11:00 p.m. | Plotbeschrijving |             |                  |                  |                   |  |
| 16 | 11:00 p.m.-12:00 p.m. | - | -           | 30 maart 2009    | 21 maart 2010    | najaar 2009       |  |
| 16 | 11:00 p.m.-12:00 p.m. | Plotbeschrijving |             |                  |                  |                   |  |
| 17 | 12:00 p.m.-1:00 a.m.  | - | -           | 6 april 2009     | 28 maart 2010    | najaar 2009       |  |
| 17 | 12:00 p.m.-1:00 a.m.  | Plotbeschrijving |             |                  |                  |                   |  |
| 18 | 1:00 a.m.-2:00 a.m.   | - | -           | 13 april 2009    | 28 maart 2010    | najaar 2009       |  |
| 18 | 1:00 a.m.-2:00 a.m.   | Plotbeschrijving |             |                  |                  |                   |  |
| 19 | 2:00 a.m.-3:00 a.m.   | - | -           | 20 april 2009    | 4 april 2010     | najaar 2009       |  |
| 19 | 2:00 a.m.-3:00 a.m.   | Plotbeschrijving |             |                  |                  |                   |  |
| 20 | 3:00 a.m.-4:00 a.m.   | - | -           | 27 april 2009    | 4 april 2010     | najaar 2009       |  |
| 20 | 3:00 a.m.-4:00 a.m.   | Plotbeschrijving |             |                  |                  |                   |  |
| 21 | 4:00 a.m.-5:00 a.m.   | - | -           | 4 mei 2009       | 11 april 2010    | najaar 2009       |  |
| 21 | 4:00 a.m.-5:00 a.m.   | Plotbeschrijving |             |                  |                  |                   |  |
| 22 | 5:00 a.m.-6:00 a.m.   | - | -           | 11 mei 2009      | 11 april 2010    | najaar 2009       |  |
| 22 | 5:00 a.m.-6:00 a.m.   | |             |                  |                  |                   |  |
| 23 | 6:00 a.m.-7:00 a.m.   | - | -           | 18 mei 2009      | 18 april 2010    | najaar 2009       |  |
| 23 | 6:00 a.m.-7:00 a.m.   | Kim belandt op het vliegveld in een vuurgevecht. Jack is gevangengenomen zodat het verloren virus uit zijn lichaam geïsoleerd kan worden. |             |                  |                  |                   |  |
| 24 | 7:00 a.m.-8:00 a.m.   | - | -           | 18 mei 2009      | 18 april 2010    | najaar 2009       |  |
| 24 | 7:00 a.m.-8:00 a.m.   | Jack raakt door de besmetting met het virus in coma. Kim besluit hem aan het eind te redden door toestemming te geven voor een stamceloperatie. |             |                  |                  |                   |  |